# Amstel Gold Race 1968
De 3de editie van de Amstel Gold Race vond plaats op 21 september 1968. Het parcours, met start in Helmond en finish in Elsloo, had een lengte van 254 kilometer. Aan de start stonden 152 renners, waaronder renners als Rik van Looy en Gerben Karstens. Waarvan 34 uiteindelijk de finish zouden bereiken.
De 3e editie wordt in plaats van in april in de maand september verreden, de Internationale Wielerunie geeft dat jaar de Grote Prijs van Roeselaere voorrang op de kalender. De finish in Meerssen lukt niet in september, daarom wordt uitgeweken naar Elsloo.
In Elsloo worden nog 5 omlopen van elk 6,8 km gereden.

## Verloop
Op de eerste passage van de Snijdersberg ontsnappen Harrie Steevens en Roger Rosiers. Rosiers werkt echter niet mee en Steevens moet het alleen doen. Desondanks weten ze samen vol te houden tot de finish. Op de laatste passage van de Snijdersberg probeert Rosiers dan Steevens te lossen. Dit lukt niet en Stevens wint de sprint. Daniel Van Ryckeghem wordt derde, vlak achter de twee koplopers.
Gerben Karstens eindigde als 12e en Rik van Looy zou als 25e finishen.

## Hellingen
De 14 hellingen gerangschikt op voorkomen op het parcours.

| 1. Raarberg 2. Ubachsberg 3. Hulsberg 4. Vijlenerberg 5. Eperheide 6. Piemert 7. Orenberg | 8. Bemelerberg 9. Snijdersberg (1e maal) 10. Snijdersberg (2e maal) 11. Snijdersberg (3e maal) 12. Snijdersberg (4e maal) 13. Snijdersberg (5e maal) |

## Uitslag
| rang | renner                   | land      | tijd       |
| ---- | ------------------------ | --------- | ---------- |
| 1    | Harrie Steevens          | Nederland | 5u 52' 29" |
| 2    | Roger Rosiers            | België    | z.t.       |
| 3    | Daniel Van Ryckeghem     | België    | op 01"     |
| 4    | Jo de Roo                | Nederland | z.t.       |
| 5    | Wim Schepers             | Nederland | z.t.       |
| 6    | Jos Huysmans             | België    | z.t.       |
| 7    | Etienne Buysse           | België    | z.t.       |
| 8    | Cees Zoontjens           | Nederland | z.t.       |
| 9    | Eddy Beugels             | Nederland | z.t.       |
| 10   | Bernard Van De Kerckhove | België    | z.t.       |

## Trivia
Deze editie was de enige die in Elsloo finishte. Het toeval wil dat de winnaar, Harrie Steevens, in Elsloo geboren was. 
1966 · 1967 · 1968 · 1969 · 1970 · 1971 · 1972 · 1973 · 1974 · 1975 · 1976 · 1977 · 1978 · 1979 · 1980 · 1981 · 1982 · 1983 · 1984 · 1985 · 1986 · 1987 · 1988 · 1989 · 1990 · 1991 · 1992 · 1993 · 1994 · 1995 · 1996 · 1997 · 1998 · 1999 · 2000 · 2001 · 2002 · 2003 · 2004 · 2005 · 2006 · 2007 · 2008 · 2009 · 2010 · 2011 · 2012 · 2013 · 2014 · 2015 · 2016 · 2017 · 2018 · 2019 · 2020 · 2021 · 2022 · 2023 · 2024 · 2025

Lijst van beklimmingen